# Homecoming (2009)
Homecoming (bra: Mente Obsessiva) é um filme independente americano lançado em 2009, dos gêneros suspense e terror, dirigido por Morgan J. Freeman e escrito por Katie L. Fetting, Jake Goldberger e Frank Hannah. O filme segue um casal de estudantes, Mike (Matt Long) e Elizabeth (Jessica Stroup), em seu retorno para casa. Elizabeth é levada para casa pela ex-namorada de Mike, Shelby (Mischa Barton), após um acidente de carro. Shelby logo fica com uma fixação por Mike e posteriormente trata Elizabeth de uma maneira cruel e perturbada.

## Sinopse
Mike volta à sua cidade natal para apresentar a sua nova namorada, Elisabeth, à sua família e a seus amigos. Ela é bem recebida por todos, com exceção da sua ex-namorada, Shelby, que finge ser sua amiga. Mas, um acidente de carro deixa Elisabeth desacordada na estrada. Por coincidência, ela é salva por Shelby, que pratica atos de tortura a fim se vingar de sua grande rival, no intuito de reconquistar seu grande amor.[carece de fontes?]

## Elenco
- Mischa Barton como Shelby Mercer
- Matt Long como Michael Kevin Donaldson
- Jessica Stroup como Elizabeth Mitchum
- Michael Landes como Billy Fletcher
- Allen Williamson como Adams
- Joshua Elijah Reese como Billick
- Nick Pasqual como Davis
- Joe Forgione como Elfman
- Emily Martin como Posse Girl
- Olivia Duball como Posse Girl
- Mark Lawrence como Mark

## Produção
Em 12 de novembro de 2007, Mischa Barton foi escalada para o filme. Em 19 de dezembro de 2007, Matt Long, Jessica Stroup e Michael Landes também foram escalados. O filme foi rodado na área metropolitana de Pittsburgh. A produtora do filme com sede em Nova York, Paper Street Films, foi atraída para a região devido ao programa de incentivos fiscais para filmes da Pensilvânia. A Shady Side Academy, a North Allegheny High School, um centro comunitário em Midway, Pensilvânia e uma fazenda em Bell Township serviram como locais. As filmagens terminaram em 18 de janeiro de 2008. Um trailer foi lançado em 29 de fevereiro de 2008.

## Recepção

### Resposta da crítica
As críticas ao filme foram negativas. O filme tem 0% de aprovação no Rotten Tomatoes com base em 24 resenhas, com média de 3.12/10. O consenso dos críticos do site diz: "Uma coleção preguiçosa de clichês de suspense de obsessão, Homecoming deixará os telespectadores desejando ter optado por um jogo de futebol desequilibrado e um pouco de dança estranha em vez disso". No Metacritic, o filme teve uma pontuação média de 21 de 100, com base em 6 avaliações.

## Lançamento
O filme estreou em 17 de julho de 2009 em Nova York e Los Angeles e o lançamento foi expandido nas semanas seguintes. Foi lançado em DVD primeiro no Canadá em 23 de março de 2010 e depois em 27 de abril de 2010 nos Estados Unidos.